# Popitopp (TV-program)
Popitopp var ett musikprogram som sändes i Sveriges Television (1991–1993) som visade en topplista med svenska musikvideor. Programmet var en vidareutveckling av Listan och istället för att bara visa listan så hade Popitopp en ramhandling som omgav listpresentationen. 
Programmet leddes först av Cia Berg och senare av Johanna Westman. Manus till ramhandlingen skrevs bland annat av Henrik Schyffert och Andres Lokko och i återkommande roller medverkade Peter Jöback och Josefin Nilsson. Artistintervjuer gjordes i programmen 1992 av Lokko.

### Webbkällor
- Popitopp på Svensk mediedatabas